# Siamak
Pour les articles homonymes, voir Siamak (homonymie).

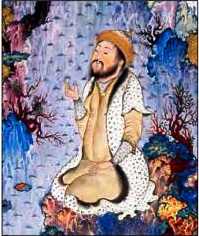

Siamak (en persan : سيامک / Siyâmak) est un personnage du Livre des Rois de Ferdowsi. Il a pour père Keyoumars, le fondateur de la dynastie des Pichdadiens. Il est tué par le fils d'Ahriman. Son fils Houchang le vengera.